# Parafia św. Andrzeja Apostoła w Graboszycach
Parafia pod wezwaniem św. Andrzeja Apostoła w Graboszycach – parafia rzymskokatolicka w Graboszycach należąca do dekanatu Zator archidiecezji Krakowskiej.
Kościołem parafialnym jest zabytkowa drewniana świątynia z XVI wieku, w stylu śląsko-małopolskim.
Została wzmiankowana po raz pierwszy w spisie świętopietrza parafii dekanatu Zator diecezji krakowskiej z 1326 pod nazwą Grabssicz. Następnie w kolejnych spisach świętopietrza z lat 1346–1358 jako Grambissicz.